# Da Hong Pao

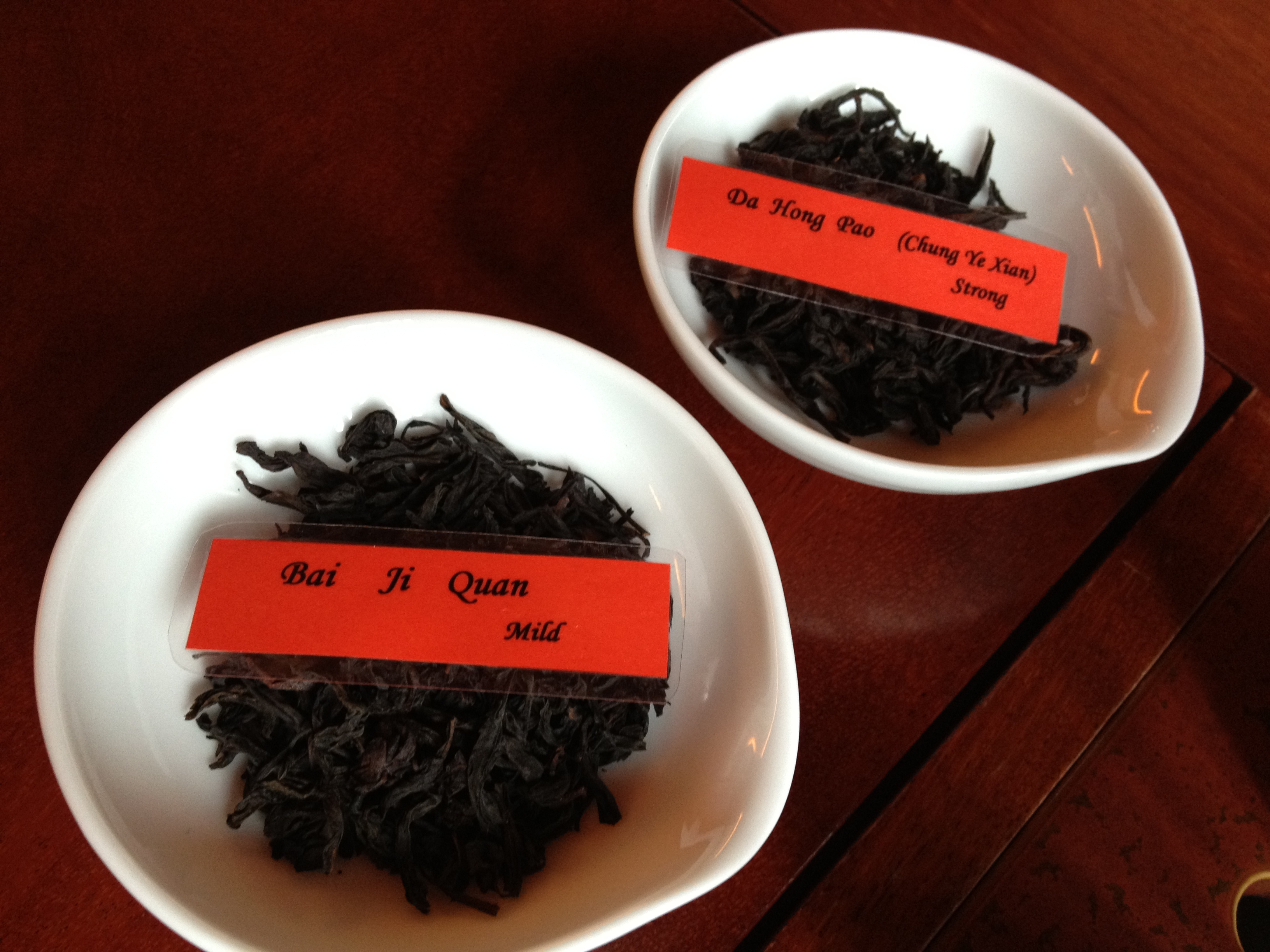
Prover på Da Hong Pao

Dà Hóng Páo (kinesiska: 大红袍; pinyin: dàhóng páo) är en kinesiskt oolong-te som odlas i bergen i Wuyi.
Det är ett kratfigt oxiderat, mörkt oolong-te. De bästa kvalitetsversionerna säljs frekvent som världens dyraste te. I Kina serveras det ofta till de allra mest ärade gästerna.